# Eurodesk
Eurodesk è, dal 2014, la struttura del programma comunitario Erasmus+ dedicata all'informazione, all'orientamento e alla promozione  dei programmi e iniziative in favore dei giovani promossi dall'Unione europea e dal Consiglio d'Europa. Eurodesk opera in stretta cooperazione e con il supporto della Commissione Europea - Direzione Generale Istruzione e Cultura - e, in Italia, con l'Agenzia Italiana per la Gioventù  (AIG) - Ente governativo italiano responsabile dell'implementazione del programma Erasmus+ settore Gioventù e Sport in Italia.
Con l'obiettivo di rendere sempre più accessibile l'utilizzo delle opportunità offerte dall'Europa ai giovani, Eurodesk fornisce informazioni e orientamento sui programmi europei nell'ambito della cultura, della formazione, della mobilità, della cittadinanza attiva e del volontariato per mezzo del sito web dedicato, di un numero verde e soprattutto attraverso la rete nazionale italiana dei  Punti Locali Eurodesk attivi in circa 90 località italiane presso strutture di informazione locali (Centri per l'Impiego, Informagiovani, U.R.P., Centri di aggregazione giovanile.  Attraverso l'ampio radicamento territoriale, Eurodesk vuole supplire alla distanza (geografica e di linguaggio) tra destinatari finali dei programmi europei in favore dei giovani e fonti di informazione sugli stessi: una rete permanente di strutture e centri ospita difatti un/a o più Referente/i Eurodesk che veicolano gratuitamente informazioni aggiornate, attendibili e facilmente comprensibili, ai giovani, agli operatori e a tutti coloro che a vario titolo si occupano del mondo giovanile
Eurodesk Italy è inoltre responsabile per la parte italiana del portale sulla gioventù della Commissione Europea "Portale europeo dei giovani".
Il progetto denominato Eurodesk nasce in Scozia nel 1990. L'idea alla base è quella di favorire l'accesso dei giovani alle opportunità di mobilità (studio, lavoro, formazione, volontariato, conoscenze, esperienze) offerte loro dai programmi comunitari.
Tale accesso, infatti, era (ed in molte località lo è ancora) problematico a causa sia della scarsità di informazioni disponibili (particolarmente in quelle che risultano essere le “periferie” dell'Europa), sia per l'oggettiva difficoltà, da parte dei giovani, di comprensione e decodifica delle informazioni stesse (bandi, formulari, co-finanziamenti, ecc.).
Fin dall'anno successivo, Eurodesk si diffonde nel Regno Unito e nel 1995, con il co-finanziamento della Commissione Europea, la rete Eurodesk diventa europea con il coinvolgimento di Danimarca, Francia, Irlanda, Lussemburgo, Paesi Bassi, Portogallo e Spagna.
Nel 1997, insieme ad altri 7 Paesi europei, l'Italia avvia il servizio di informazione ed orientamento dei giovani sulle opportunità europee e dal 1999 ogni Paese membro della rete Eurodesk implementa una rete nazionale di Punti Locali Decentrati.
A giugno 2023, la rete europea Eurodesk è organizzata in 
- 37 Paesi

- 1400 Moltiplicatori Locali

- 700 Ambasciatori Eurodesk